# Клермон-Тоннер, Жюль-Шарль-Анри де
Герцог Шарль-Анри-Жюль де Клермон-Тоннер (фр. Charles-Henri-Jules de Clermont-Tonnerre; 17 августа 1720 — 26 июля 1794, Париж) — французский военный деятель.

## Биография
Сын герцога Гаспара де Клермон-Тоннера, маршала Франции, и Антуанетты Потье де Новьон.
Корнет роты кампмейстера генерального комиссара кавалерии (10.03.1732). Служил в лагере в области Меца (1733). 16 февраля 1734 получил роту в том же полку. Участвовал в осаде Филиппсбурга (1734) и деле под Клаузеном (1735).
Кампмейстер кавалерийского полка своего имени (21.2.1740), командовал им при взятии Праги (1741), на биваке у Писека, в битве при Сахаи, снабжении Фрауэнберга, при обороне Праги и отступлении из этого города (1742). Вернулся во Францию с армией в феврале 1743. Участвовал в битве при Деттингене, закончил кампанию в Верхнем Эльзасе в войсках маршала Куаньи.
В 1744 году во Фландрской армии Морица Саксонского, в частях, прикрывавших осады Менена, Ипра и Фюрна. Остаток кампании провел в лагере в Куртре.
В 1745 году командовал своим полком в битве при Фонтенуа, при осадах Турне, Термонде, Ауденарде и Ата, осаде цитадели Антверпена, а в 1746 году в битве при Року (фр.).
20 марта 1747 произведен в бригадиры, командовал бригадой кавалерийского полка Короля в битве при Лауфельде, участвовал в осаде Берген-оп-Зома с 29 августа, до его взятия. В 1748 году участвовал в осаде Маастрихта, в 1754 году служил в Амьенском лагере.
1 марта 1757 направлен в Германскую армию, участвовал в битве при Хастенбеке и взятии различных крепостей в Ганноверском курфюршестве.
1 мая 1758 произведен в лагерные маршалы, 1 августа направлен оборонять побережье Нормандии под командование герцога д'Аркура. Оставался там до заключения мира.
25 июля 1762 произведен в генерал-лейтенанты. В 1765 году стал генеральным наместником и главнокомандующим в Дофине.
В 1781 году наследовал герцогский титул, 13 марта 1782 был принят в Парламенте как пэр Франции.
30 мая 1784 пожалован в рыцари орденов короля.
7 июня 1788 подавлял возмущение в Гренобле.
Во время якобинского террора 8 термидора II года Республики (26 июля 1794) гильотинирован в Париже по приговору Фукье-Тенвиля как бывший герцог и заговорщик.

## Семья
Жена (4.06.1741): Мари-Анн-Жюли Ле-Тоннелье де Бретёй (1716—1793), дочь Франсуа-Виктора Ле-Тоннелье де Бретёя, маркиза де Фонтене-Трезиньи, государственного секретаря по военным делам, и Анжелики Шарпантье д'Эннери. Придворная дама королевы (1757)
Дети:
- Анжелика-Гаспардина-Жюли (р. 1743)
- Шарль-Гаспар (28.07.1747—18.02.1794), граф д'Эпинак. Жена: Луиза-Аделаида-Виктуар де Дюрфор де Сиврак, дочь Франсуа-Эмери де Дюрфора, маркиза де Сиврака, и Мари-Франсуазы де Пардайян д'Антен
- Анн-Антуан-Жюль (1.01.1749—21.02.1830), кардинал де Клермон-Тоннер
- герцог Гаспар-Полен (23.08.1750—13.07.1842). Жена (контракт (24.01.1779): Анн-Мари-Луиза Бернар де Буленвилье, дочь Анна-Анри-Габриеля Бернара де Буленвилье, сеньора де Пасси-ле-Пари, почетного президента Парламента, и N де Алленкур
- Анн-Луи-Франсуа-Антуан-Жюль (р. 12.03.1756), мальтийский рыцарь